# Єсіль (Тимірязєвський район)
Єсі́ль (каз. Есіл) — село у складі Тимірязєвського району Північноказахстанської області Казахстану. Адміністративний центр та єдиний населений пункт Ішимського сільського округу.
Населення — 87 осіб (2021; 319 у 2009, 503 у 1999, 928 у 1989).
Національний склад станом на 1989 рік:
- росіяни — 46 %
- казахи — 30 %.

До 14 жовтня 2009 року село називалось Ішимське.